# Nicella toeplitzae
Nicella toeplitzae is een zachte koraalsoort uit de familie Ellisellidae. De koraalsoort komt uit het geslacht Nicella. Nicella toeplitzae werd in 2007 voor het eerst wetenschappelijk beschreven door Viada & Cairns. 